# Rostam Batmanglij
Rostam Batmanglij (en persan : رستم باتمانقلیچ; né le 28 novembre 1983) connu simplement sous le mononyme Rostam, est un auteur, compositeur, producteur et multi-instrumentiste américain du groupe électro-soul Discovery, et ancien membre du groupe de rock indépendant basé à New York Vampire Weekend. 

## Jeunesse
Batmanglij est né de parents iraniens et a grandi à Washington, DC. Sa mère, Najmieh Batmanglij, est auteur de livres de cuisine tandis que son père est éditeur. Ses parents sont arrivés à Washington en 1983. Son frère est le cinéaste indépendant Zal Batmanglij. Les deux ont collaboré sur le film Sound of My Voice, que Rostam a composé et que Zal a réalisé et coécrit. Rostam a également composé une pièce originale pour piano présente dans le film de Zal The East. 

## Carrière musicale

### Vampire Week-end

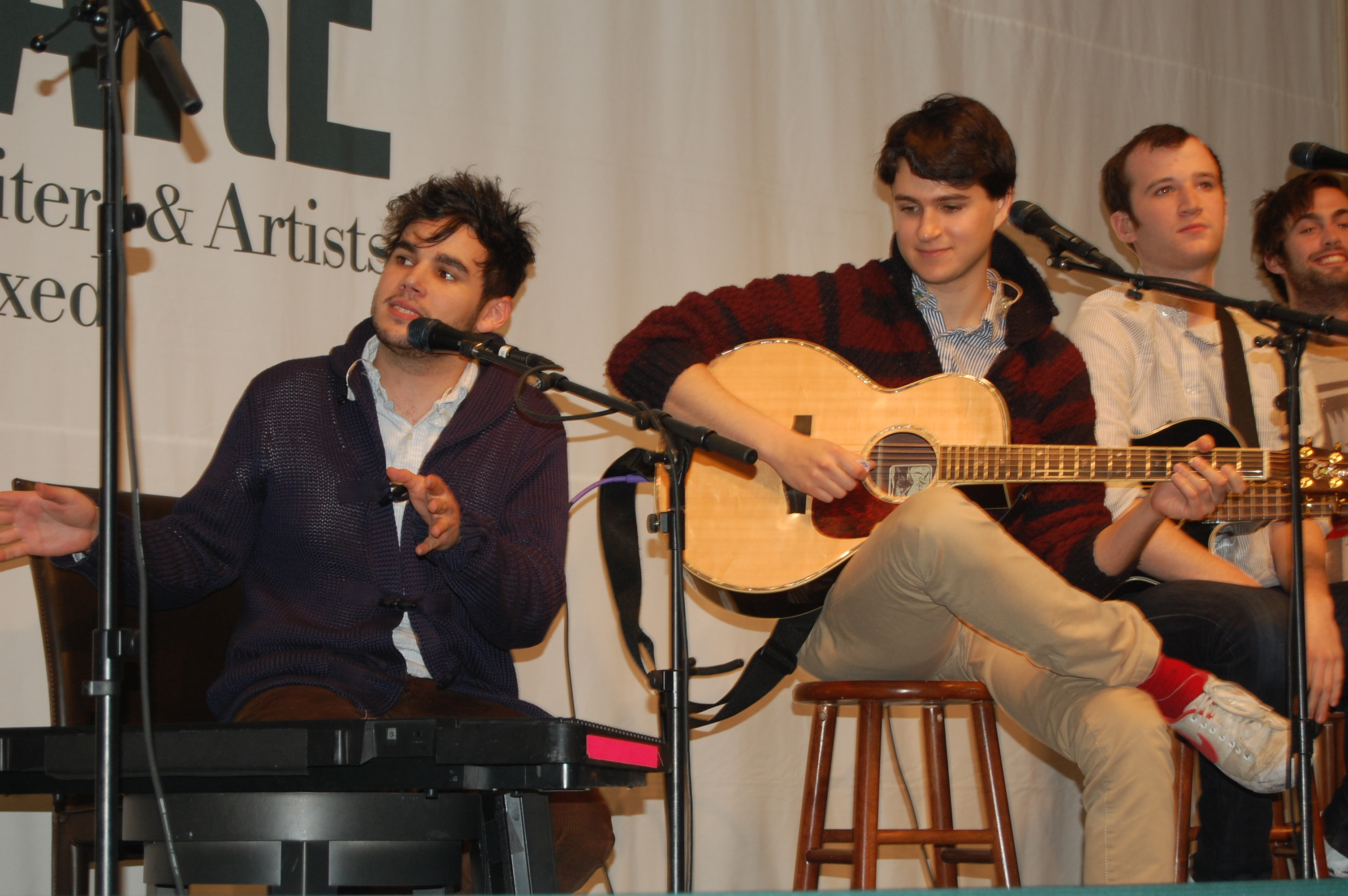
Batmanglij (à gauche) avec Vampire Weekend

Batmanglij a étudié la musique à l'université Columbia où il a rejoint le groupe Vampire Weekend en 2006. « À Columbia, j'étudiais l'harmonie classique en classe et la musique par moi-même, et j'essayais de recréer des chansons que j'aime... c'est vraiment ainsi que j'ai appris. » Le nom du groupe vient du film du même nom que son compagnon de groupe, Ezra Koenig et ses amis ont réalisé pendant les vacances d'été. Batmanglij a produit leur premier album éponyme peu après l'obtention de son diplôme tout en occupant plusieurs emplois à plein temps. Il a également produit l'album suivant du groupe, Contra, qui s'est vendu à 124 000 exemplaires la première semaine et a atterri au sommet du Billboard 200. Batmanglij joue de la guitare et du clavier et chante dans le groupe, mais agit également en tant que parolier et compositeur, co-écrivant la chanson Diplomat's Son sur Contra. Koenig s'est décrit lui-même et Batmanglij comme « les deux principaux auteurs-compositeurs du groupe. »
Le 18 mars 2013, Vampire Weekend publie deux chansons de leur album Modern Vampires of the City, Diane Young et Step. En deux semaines, chaque chanson avait recueilli plus d’un million de vues sur YouTube. La musique des deux chansons est attribuée à Batmanglij et Koenig et les paroles à Koenig. Modern Vampires of the City est le premier album du Vampire Weekend que Batmanglij n'a pas produit seul ; pour ce disque, il collabore avec Ariel Rechtshaid, un ami de longue date, et les deux coproduisent l'album. Il sort le 14 mai 2013. 
Le 26 janvier 2016, Batmanglij annonce sur Twitter qu'il quitte Vampire Weekend pour poursuivre des projets en solo mais qu'il continuerait de collaborer avec Koenig sur des projets et des chansons futures de Vampire Weekend. 

### Discovery
Batmanglij commence à enregistrer avec le chanteur de Ra Ra Riot, Wes Miles, sur un projet qui deviendra plus tard Discovery. Ils sortent leur premier album le 7 juillet 2009 sur XL Recordings. L'album contient des contributions vocales de Koenig ainsi que Angel Deradoorian de Dirty Projectors. 
En 2015, Batmanglij écrit et contribue vocalement à la chanson Water du quatrième album de Ra Ra Riot, Need Your Light. 

### Travail solo
En septembre 2011, Batmanglij publie un titre solo intitulé Wood. Brent DiCrescenzo du Time Out de Chicago a donné à la chanson 4 sur 5 étoiles et écrit que « sa voix rappelle agréablement un somnolent David Byrne ». Le 1er novembre 2011, Zane Lowe fait ses débuts sur une autre chanson solo chantée par Batmanglij intitulée Don't Let it Get to You comme le disque le plus chaud du monde sur BBC Radio1. The Fader l'a qualifié de « événement sismique ». En janvier 2016, Batmanglij a publié la chanson EOS avec le clip vidéo qu'il avait dirigé. Le 11 mars 2016, Batmanglij a publié la chanson Gravity Don't Pull Me avec son clip vidéo réalisé par Batmanglij et Josh Goleman. La vidéo a été tournée au The 1896 et présente les danseurs Jack Grabow et Sam Asa Pratt. 
Le 27 novembre 2016, Rostam annonce son nouvel album solo, à paraître en 2017. Au printemps 2017, Rostam publie deux chansons de cet album : Gwan, publiée le 26 avril  et Bike Dream, le 14 juin. À la sortie de Bike Dream, Rostam a révélé que son premier album solo s'appellerait Half-Light et sortirait le 8 septembre 2017. 
Le 12 septembre 2018, Rostam a auto-publié un nouveau single, In a River.

### Travail collaboratif
En 2010, Converse publie All Summer, écrit par Batmanglij, et présenté par Kid Cudi et Bethany Cosentino de Best Coast. 
Batmanglij produit et co-écrit deux chansons pour l'album solo Black Hours, leader du groupe The Walkmen, Hamilton Leithauser, paru en juin 2014,. Toujours en 2014, Batmanglij a produit deux chansons pour la chanteuse Charli XCX. La chanson Need Ur Luv apparaît sur son album Sucker  et la chanson Kingdom avec Simon Le Bon apparaît sur The Hunger Games: Mockingjay, Partie 1 - Bande originale du film. En décembre 2014, Batmanglij ainsi que Diplo et Ed Droste ont remixé Stand For de Ty Dolla Sign dans une nouvelle chanson intitulée Long Way Home. Batmanglij a également écrit la musique originale d'une pièce de Kenneth Lonergan intitulée This Is Our Youth, mettant en vedette Kieran Culkin, Michael Cera et Tavi Gevinson, créée en 2014 à Broadway. 
En 2015, Batmanglij collabore avec la chanteuse canadienne Carly Rae Jepsen sur son troisième album studio, E • MO • TION. Dans une interview avec Stereogum, Jepsen a décrit le travail avec Batmanglij comme une écriture avec un musicien qu'elle admire et a déclaré qu'ensemble, ils avaient enregistré « ce qui est peut-être l'une de ses chansons préférées ». Batmanglij a produit et co-écrit le quatrième single, Warm Blood, qui a été rendu public le 31 juillet 2015. E • MO • TION est sorti dans le monde entier le 21 août 2015.
En 2016, il forme Hamilton Leithauser + Rostam avec Hamilton Leithauser de The Walkmen. Ils sortent le single 1000 Times en juillet 2016, qu'ils jouent au The Late Show avec Stephen Colbert le 12 septembre 2016. Leur chanson In a Black Out est utilisée par une publicité pour Apple iPhone 7. Leur premier album I Had a Dream That You Were Mine est sorti le 23 septembre 2016.
Batmanglij produit et co-écrit la chanson Listen to Your Friends du premier album What Do You Think About the Car? de la chanteuse anglaise Declan McKenna, publié en juillet 2017 .

## Vie privée
Batmanglij est gay et a parlé de son orientation sexuelle dans le magazine Out. Dans un post Instagram en 2015, il déclare qu'Ed Droste du groupe Grizzly Bear avait influencé sa décision de sortir du placard publiquement. 

## Discographie

### Solo
- 2017 - Half-Light
- 2021 - Changephobia

### Singles
| Titre                                | Année | Album            |
| ------------------------------------ | ----- | ---------------- |
| Wood (commercially reissued in 2016) | 2011  | Half-Light       |
| Don't Let It Get To You              | 2011  | Half-Light       |
| EOS                                  | 2016  | Half-Light       |
| Gravity Don't Pull Me                | 2016  | non-album single |
| Gwan                                 | 2017  | Half-Light       |
| Bike Dream                           | 2017  | Half-Light       |
| Half-Light (featuring Kelly Zutrau)  | 2017  | Half-Light       |
| In A River                           | 2018  | non-album single |

### Collaborations
- Vampire Weekend (en tant que Vampire Weekend) (2008)
- LP (en tant que Discovery) (2009)
- Contra (en tant que Vampire Weekend) (2010)
- Modern Vampires of the City (en tant que Vampire Weekend) (2013)
- I Had a Dream That You Were Mine (avec Hamilton Leithauser) (2016)

### Compositions pour le cinéma et le théâtre
- Sound of My Voice (2011) - partition
- The East (2013) - "Doc's Song" (composition originale pour piano du film)
- This Is Our Youth (Production de Steppenwolf à Broadway, automne 2014) - partition originale
- The OA (série télévisée) (2016) - thème principal et partition
- The Persian Version (2023) de Maryam Keshavarz - musique

### Autres contributions
(février 2023).
| Titre                                                | Year | Lead artist                   | Album                                                                     | Credit(s) | Credit(s)       | Credit(s)                                                                    | Credit(s)       | Credit(s)   | Credit(s)   | Credit(s) |
| Titre                                                | Year | Lead artist                   | Album                                                                     | Writing   | Production      | Instrumentation                                                              | Vocals          | Arrangement | Engineering | Mixing    |
| ---------------------------------------------------- | ---- | ----------------------------- | ------------------------------------------------------------------------- | --------- | --------------- | ---------------------------------------------------------------------------- | --------------- | ----------- | ----------- | --------- |
| "Two Young Sheeps"                                   | 2006 | Dirty Projectors              | New Attitude                                                              |           |                 | Flute, percussion                                                            |                 |             |             |           |
| "You and Your Heart (Boys Like Us Remix)"            | 2010 | Jack Johnson                  | To the Sea                                                                |           | Remix           |                                                                              |                 |             |             |           |
| "What To Say (Boys Like Us Remix)"                   | 2010 | Born Ruffians                 | Say It                                                                    |           | Remix           |                                                                              |                 |             |             |           |
| "Boots of Danger (Boys Like Us Remix)"               | 2010 | Tokyo Police Club             | Champ                                                                     |           | Remix           |                                                                              |                 |             |             |           |
| "White Knuckles (Boys Like Us Remix)"                | 2010 | OK Go                         | Twelve Remixes of Four Songs                                              |           | Remix           |                                                                              |                 |             |             |           |
| "The Trick"                                          | 2011 | Das Racist                    | Relax                                                                     |           | Oui             |                                                                              |                 |             |             |           |
| "Robin Egg Blue (Gun Drum Mix)"                      | 2011 | Cass McCombs                  | Humor Risk                                                                |           | Remix           |                                                                              |                 |             |             |           |
| "Completely Not Me"                                  | 2014 | Jenny Lewis                   | Girls, Volume 2: All Adventurous Women Do…                                | Oui       |                 |                                                                              |                 |             |             |           |
| "Alexandra"                                          | 2014 | Hamilton Leithauser           | Black Hours                                                               | Oui       | Oui             | Acoustic guitar, harmonica, piano, harpsichord, tambourine, shaker           | Backing         |             | Oui         |           |
| "I Retired"                                          | 2014 | Hamilton Leithauser           | Black Hours                                                               | Oui       | Oui             | Slide guitar, piano, electric bass, harpsichord, tambourine, shaker          | Shoo-bi-do-waps |             | Oui         |           |
| "Wedding Day"                                        | 2014 | Anand Wilder & Maxwell Kardon | Break Line                                                                |           |                 |                                                                              | Backing         | Additional  |             |           |
| "Kingdom" (featuring Simon Le Bon)                   | 2014 | Charli XCX                    | The Hunger Games: Mockingjay, Part 1 – Original Motion Picture Soundtrack | Oui       | Oui             |                                                                              |                 |             |             |           |
| "Need Ur Luv"                                        | 2014 | Charli XCX                    | Sucker                                                                    | Oui       | Oui             |                                                                              |                 |             |             |           |
| "Die Tonight"                                        | 2014 | Charli XCX                    | Sucker                                                                    | Oui       |                 |                                                                              |                 |             |             |           |
| "Warm Blood"                                         | 2015 | Carly Rae Jepsen              | Emotion                                                                   | Oui       | Oui             | Drum and synth programming, keyboards, piano                                 |                 |             | Oui         |           |
| "Water"                                              | 2016 | Ra Ra Riot                    | Need Your Light                                                           | Oui       | Oui             | Drum and synth programming, synthesizer, percussion, arrangement             |                 | Oui         | Oui         | Oui       |
| "I Need Your Light"                                  | 2016 | Ra Ra Riot                    | Need Your Light                                                           | Oui       | Oui             | Drum and synth programming, hi-hat, bass, guitar                             |                 |             | Oui         | Oui       |
| "Big Boss Big Time Business"                         | 2016 | Santigold                     | 99¢                                                                       | Oui       | Additional      |                                                                              |                 |             |             |           |
| "Chasing Shadows"                                    | 2016 | Santigold                     | 99¢                                                                       | Oui       | Oui             |                                                                              |                 |             |             | Oui       |
| "Outside the War"                                    | 2016 | Santigold                     | 99¢                                                                       | Oui       |                 | Keyboards                                                                    |                 |             |             |           |
| "Run the Races"                                      | 2016 | Santigold                     | 99¢                                                                       | Oui       | Co [pas clair]  |                                                                              |                 |             |             |           |
| "Who I Thought You Were"                             | 2016 | Santigold                     | 99¢                                                                       |           |                 | Synthesizer, programming                                                     |                 |             |             |           |
| "Beating Myself Up"                                  | 2016 | CuckooLander                  | non-album single                                                          | Oui       | Oui             | Guitar, drum and synth programming, keyboards, piano, tambourine             |                 | Oui         | Oui         | Oui       |
| "Ivy"                                                | 2016 | Frank Ocean                   | Blonde                                                                    |           | Oui             |                                                                              |                 | Oui         |             |           |
| "Seigfried"                                          | 2016 | Frank Ocean                   | Blonde                                                                    | Oui       |                 | Keyboards                                                                    |                 |             |             |           |
| "Comeback"                                           | 2016 | Francis and the Lights        | Farewell, Starlite!                                                       | Oui       | Oui             |                                                                              |                 |             |             |           |
| "My City’s Gone"                                     | 2016 | Francis and the Lights        | Farewell, Starlite!                                                       | Oui       | Oui             |                                                                              |                 |             |             |           |
| "Friends"                                            | 2016 | Francis and the Lights        | Farewell, Starlite!                                                       | Oui       | Oui             |                                                                              |                 |             |             |           |
| "My House"                                           | 2016 | Tokyo Police Club             | Melon Collie and the Infinite Radness: Part Two                           |           | Oui             | Keyboards                                                                    | Backing         |             |             | Oui       |
| "F.U.B.U."                                           | 2016 | Solange                       | A Seat at the Table                                                       |           | Additional horn | Piano, organ, shaker                                                         |                 |             |             |           |
| "Hand in the Fire" (featuring Charli XCX)            | 2016 | Mr. Oizo                      | All Wet                                                                   | Oui       |                 |                                                                              |                 |             |             |           |
| "Little of Your Love"                                | 2017 | Haim                          | Something to Tell You                                                     |           | Additional      |                                                                              |                 |             |             |           |
| "Kept Me Crying"                                     | 2017 | Haim                          | Something to Tell You                                                     | Oui       | Oui             | Synthesizer, piano                                                           |                 |             | Oui         |           |
| "Found It in Silence"                                | 2017 | Haim                          | Something to Tell You                                                     |           | Additional      | Synthesizer, acoustic guitar                                                 |                 |             |             |           |
| "Walking Away"                                       | 2017 | Haim                          | Something to Tell You                                                     | Oui       | Oui             | Drum programming, synthesizer, organ                                         | Backing         |             | Oui         |           |
| "Water’s Running Dry"                                | 2017 | Haim                          | Something to Tell You                                                     | Oui       | Oui             | Synthesizer, acoustic guitar, electric guitar, Moog bass                     |                 | String      |             |           |
| "This Song" (featuring Rostam)                       | 2017 | RAC                           | EGO                                                                       | Oui       | Oui             |                                                                              | Featured        |             | Oui         |           |
| "Listen to Your Friends"                             | 2017 | Declan McKenna                | What Do You Think About the Car?                                          | Oui       | Oui             |                                                                              |                 |             |             |           |
| "Deadstream (Rostam version)" (featuring Charli XCX) | 2017 | Jim-E Stack                   | It’s Jim-ee                                                               |           | Oui             |                                                                              | Oui             |             |             |           |
| "Moments Noticed"                                    | 2017 | Jim-E Stack                   | It’s Jim-ee                                                               |           | Additional      |                                                                              |                 |             |             |           |
| "Cane" (featuring Ibeyi)                             | 2018 | Everything is Recorded        | Everything is Recorded by Richard Russell                                 |           |                 | Synthesizer                                                                  |                 |             |             |           |
| "Hard Rain"                                          | 2018 | Lykke Li                      | So Sad So Sexy                                                            | Oui       | Oui             | Piano, programming, synthesizer                                              | Backing         |             |             |           |
| "Fallingwater"                                       | 2018 | Maggie Rogers                 | Heard It In A Past Life                                                   | Oui       | Oui             | Piano, drums, programming, synthesizer, guitar, shaker                       | Backing         |             | Oui         |           |
| "Do You Wanna Dance"                                 | 2018 | Cosha                         | R.I.P. Bonzai                                                             | Oui       | Oui             | Guitar, programming, synthesizer                                             | Backing         |             | Oui         | Oui       |
| "Luv"                                                | 2018 | Cosha                         | R.I.P. Bonzai                                                             | Oui       | Oui             | Guitar, programming, synthesizer                                             | Backing         |             | Oui         | Oui       |
| "You're Not Wrong"                                   | 2018 | Wet                           | Still Run                                                                 |           | Oui             | Synthesizer, piano, electric guitar, bass                                    |                 |             | Oui         |           |
| "This Woman Loves You"                               | 2018 | Wet                           | Still Run                                                                 |           | Oui             | Acoustic guitar, drums, electric guitar, Mandolin, slide guitar, synthesizer |                 |             | Oui         |           |
| "Harmony Hall"                                       | 2019 | Vampire Weekend               | Father of the Bride                                                       |           | Additional      |                                                                              |                 |             |             |           |
| "We Belong Together" (featuring Danielle Haim)       | 2019 | Vampire Weekend               | Father of the Bride                                                       | Oui       | Oui             |                                                                              |                 |             | Oui         | Oui       |